# Юкуріт
«Юкуріт» (фін. Mikkelin Jukurit) — хокейний клуб з міста Міккелі, Фінляндія.

## Історія
Клуб засновано 1970 року. Протягом 1970-х років «Юкуріт» виступав у другому дивізіоні. В період з 1980-тих по 1990-ті роки команда грала в третьому дивізіоні. Сезон 1998–99 років став знаковим для клубу, спортивним директором став Матті Турунен, а головним тренером став Рісто Дуфва з Ювяскюля. У наступному сезоні під їх керівництвом «Юкуріт» здобув право виступати після тривалої перерви в другому дивізіоні Фінляндії. Перші три сезони в Местісі команда з Міккелі тричі здобула золоті нагороди, у 2006 році після дворічної паузи вони вчетверте стали чемпіонами в першому дивізіоні. Сезон 2008–09 став єдиним коли «Юкуріт» не потрапив до зони плей-оф.
Вже під керівництвом Антті Пеннанена клуб ще двічі здобув перше місце і отримав дозвіл на придбання ліцензії для виступу в Лійзі. За 16 сезонів команди в Местісі «Юкуріт» завоював сім золотих медалей, чотири срібні та одну бронзову медаль.
У сезоні 2016–17 років «Юкуріт» дебютував у Лійзі. у перших чотирьох сезонах клуб в регулярному чемпіонаті посідав місця в нижній турнірній таблиці. У 2021 році команду очолив Оллі Йокінен і вже в сезоні 2021–22 «Юкуріт» за підсумками регулярного турніру посів друге місце, а в своєму першому плей-оф поступився у чвертьфіналі КооКоо.
У Лізі чемпіонів 2022–23 «Юкуріт» пробився до 1/4 фіналу, де поступився шведському клубу «Лулео».
У наступному сезоні фінішували одинадцятими і не потрапили в плей-оф. За підсумками сезону 2023–24 фінішували шостими але знову поступились в чвертьфіналі, цього разу «Кярпяту».
7 лютого 2024 року, нападник клубу Конста Хеленіус став другим наймолодшим гравцем в історії Лійги, який зробив хет-трик після Туомо Рууту, і п'ятим, хто зробив це до 18 років.

## Домашня арена
«Калеванканкаан» відкрита в 1982 році. Стадіон вміщує 4487 глядачів.